# Gruppo modulare
In matematica, il gruppo modulare {\displaystyle \Gamma } è un oggetto fondamentale di studio in teoria dei numeri, geometria, algebra e in molte altre aree della matematica. Il gruppo modulare può essere rappresentato come un gruppo di trasformazioni geometriche o come un gruppo di matrici.

## Definizione
Il gruppo modulare {\displaystyle \Gamma } è il gruppo delle trasformazioni lineari fratte del semipiano complesso superiore che hanno la forma
{\displaystyle z\mapsto {\frac {az+b}{cz+d}}}
dove {\displaystyle a}, {\displaystyle b}, {\displaystyle c} e {\displaystyle d} sono interi e {\displaystyle ad-bc=1}. L'operazione di gruppo è la composizione di funzioni. Gli elementi del gruppo sono detti trasformazioni modulari.
Questo gruppo di trasformazioni è isomorfo al gruppo lineare speciale {\displaystyle \mathrm {SL} (2,\mathbb {Z} )} quozientato con il suo centro {\displaystyle \{I,-I\}}, dove {\displaystyle I} è la matrice identità. Ciò equivale a dire che il gruppo modulare è isomorfo al gruppo speciale lineare proiettivo {\displaystyle \mathrm {PSL} (2,\mathbb {Z} )}, che consiste nelle matrici
{\displaystyle {\begin{pmatrix}a&b\\c&d\end{pmatrix}}}
dove {\displaystyle a}, {\displaystyle b}, {\displaystyle c} e {\displaystyle d} sono interi, {\displaystyle ad-bc=1} e le matrici {\displaystyle A} e {\displaystyle -A} sono considerate uguali.

## Presentazione
Le trasformazioni
{\displaystyle S\colon z\mapsto -{\frac {1}{z}},}
{\displaystyle T\colon z\mapsto z+1,}
generano il gruppo modulare, cioè ogni elemento di {\displaystyle \Gamma } può essere scritto (in modo non unico) come la composizione di potenze di {\displaystyle S} e {\displaystyle T}.
Geometricamente {\displaystyle S} rappresenta l'inversione rispetto alla circonferenza unitaria seguita dalla riflessione rispetto alla retta {\displaystyle \mathrm {Re} (z)=0}, mentre {\displaystyle T} rappresenta la traslazione unitaria a destra.
I generatori {\displaystyle S} e {\displaystyle T} soddisfano le relazioni {\displaystyle S^{2}=1} e {\displaystyle (ST)^{3}=1}. Si dimostra che queste sono un insieme completo di relazioni, quindi il gruppo modulare ha presentazione
{\displaystyle \Gamma \cong \langle S,T\mid S^{2}=I,(ST)^{3}=I\rangle .}